# Villa Sant'Angelo
Villa Sant'Angelo est une commune de la province de L'Aquila dans la région Abruzzes en Italie.

## Histoire
La ville fut ravagée par le tremblement de terre du 6 avril 2009. La bourgade fut détruite à 90 %. Dix-sept personnes perdirent la vie. D'après un témoignage recueilli par le journal « il Centro » paru le 07/04/2009 (lendemain du tremblement de terre), les morts à Villa Sant'Angelo seraient d'au moins 50.

## Administration
| Période                                  | Période  | Identité         | Étiquette | Qualité |
| ---------------------------------------- | -------- | ---------------- | --------- | ------- |
| 14 juin 2004                             | En cours | Pierluigi Biondi |           |         |
| Les données manquantes sont à compléter. |          |                  |           |         |

### Hameaux
Tussillo

### Communes limitrophes
Rocca di Mezzo, San Demetrio ne' Vestini, Sant'Eusanio Forconese